# 玛格达·卢佩斯库
玛格达·卢佩斯库（羅馬尼亞語：Magda Lupescu，1899年9月15日—1977年6月29日），是罗马尼亚国王卡罗尔二世的情妇及第三任妻子，她在与国王结婚后被正式称为「罗马尼亚的埃琳娜公主」。玛格达长期被描述为「王座背后的力量」，她虽然未享有官方地位，但她对卡罗尔二世而言是一位充满魅力和影响力的伴侣。直到1938年卡罗尔二世实行君主专制后，玛格达才公开陪同国王行使政治职能，她在上流右翼圈子中间具有相当的影响力。1940年9月6日，卡罗尔二世在首相扬·安东内斯库的压力下被迫退位，玛格达也和国王一起流亡海外并最终定居于葡萄牙。1977年6月29日，玛格达在卡罗尔二世去世24年后病逝于埃什托里尔。

## 早年生活和家庭
与她早年生活相关的许多事实很难确认，这部分是由于当时和地点的特殊情况，部分是由于无意的错误和排版错误，还有部分是由于她的朋友、敌人以及她自己故意的捏造和掩盖。
埃琳娜·卢佩斯库是埃丽丝（或埃莉扎）·卢佩斯库（原姓法尔克）和尼古拉·卢佩斯库的女儿，尼古拉是一名药剂师。她的母亲是出生于奥地利的犹太人，在结婚前皈依了天主教会。大多数资料一致认为，尼古拉·卢佩斯库出生时是犹太人，后来皈依东正教会（罗马尼亚的官方宗教）时才改名。关于他改宗前的姓氏有三种不同的说法——可能是格伦贝格（变体拼写为“格伦斯贝格”、“格吕姆贝格”等）；或者是沃尔夫（变体拼写为“沃夫”）；或者最初是格伦贝格，后来改为沃尔夫。后者的说法最为常见，但前者最为可能。她的许多亲戚也选择将姓氏改为卢普（在罗马尼亚语中是沃尔夫的意思）。在她出生时，沃尔夫家族仅在罗马尼亚居住了一代人。
她的昵称“玛格达”来源不明。根据埃琳娜·卢佩斯库本人说法，这个名字最初是意大利记者的错误；但根据另一种说法，“玛格达”在当时是布加勒斯特俚语中“抹大拉的马利亚”的意思。
她有一个弟弟，康斯坦丁·施洛伊姆·卢佩斯库。
卢佩斯库从出生起就被抚养成天主教徒。她在布加勒斯特的一所寄宿学校“Diaconesele”接受教育，这所学校由来自德国巴伐利亚的玛丽修女会管理，是当时国内最好的女子学校之一。
根据亚瑟·昆兰的说法，在卢佩斯库的童年时期，她的家人曾搬到位于多瑙河的港口城市苏利纳，尼古拉·卢佩斯库在这里开了一家药店。1912年，他们搬回了雅西，父亲在这里开了一家新奇商品店。关于她在第一次世界大战期间（1916–1918）生活的情况，知之甚少。
1919年2月17日，卢佩斯库在雅西与罗马尼亚皇家军队的军官伊昂·坦佩阿努结婚。根据昆兰的说法，埃琳娜并未很好地适应驻军生活，并且有过几段婚外情。婚姻最终以离婚告终，但具体时间不清楚；昆兰将离婚时间定在1920年。根据伊斯特曼的说法，她在1923年仍与坦佩阿努结婚，当时她第一次遇见了卡罗尔。离婚后，埃琳娜恢复了她的娘家姓——卢佩斯库。

## 关于起源的猜测
一些人（例如Easterman，第81-85页）提出卢佩斯库的起源和早年生活中可能存在某种神秘之处，认为她可能是罗马尼亚国王卡罗尔一世的私生女，因此是卡罗尔二世的表亲。主要有三个论点：首先，当时的罗马尼亚法律禁止犹太人拥有药店，因此卢佩斯库的父亲拥有药店显得不寻常；其次，卢佩斯库这样的家庭背景的女孩能够进入布加勒斯特最好的学校之一也不寻常；最后，允许一位罗马尼亚军官娶一位犹太背景的女子也是极为不寻常的。最近一位家族历史学家追溯到卢佩斯库的家族，发现其根源可追溯到17世纪的德国慕尼黑。
这些论点几乎没有什么依据。根据当时的罗马尼亚法律，尼古拉·卢佩斯库在皈依后不再是犹太人——这并没有阻止他拥有药店。即便在他皈依之前，在像罗马尼亚这样腐败严重的国家，法律也很容易被规避，尤其是在雅西，那里犹太人几乎占据了城市人口的一半。卢佩斯库的许多犹太亲戚受过高等教育，他们是中产阶级到富裕阶层的药剂师和专业人士。许多居住在雅西的犹太亲戚在1880年代和1890年代因新颁布的反犹太法律而移民到纽约，这些法律禁止犹太人从事某些职业。大多数留下来的家人都已经皈依。
至于卢佩斯库的教育背景，她是一个讲德语的天主教徒母亲的天主教徒女儿，正是这种背景的学生最容易被德国修女管理的学校接收。即便她是犹太人，也不一定构成重大障碍。例如，在1890年至1916年之间，布加勒斯特的乔治·拉泽尔中学（Lycée Gheorghe Lazăr）男校的学生中，犹太人平均占7%。这所学校被描述为“罗马尼亚精英的学校”。
最后，她与一名军官的婚姻并不会有问题，因为她和她的父母在法律上并非犹太人，大多数罗马尼亚人也不会认为她是犹太人。这一问题是在罗马尼亚大萧条时期逐渐出现的，当时罗马尼亚的反犹情绪发生了变化，卢佩斯库父母的犹太背景开始被政治原因强调。

## 王室情妇
根据保罗-菲利普·霍亨索伦（Paul-Philippe Hohenzollern）的说法，他引用了卡罗尔的日记，卢佩斯库第一次遇到卡罗尔王储（后来的罗马尼亚国王卡罗尔二世）是在1923年3月，当时她还与坦佩阿努结婚。两年后，在1925年2月，卡罗尔和卢佩斯库开始了一段严肃的关系，这段关系一直持续到1953年卡罗尔去世。
卢佩斯库被描述为一位机智且直言不讳的女性，身材高挑，拥有红色头发、牛奶般白皙的皮肤和绿色的眼睛。其他一些资料则对她的外貌评价较差，认为她的容貌粗糙，言辞庸俗。所有资料一致认为，她走路时臀部摆动得特别明显，视角不同的人可能会认为这既性感又粗俗，而她几乎在所有方面都与当时卡罗尔王储的妻子海伦王后相反。
卡罗尔并没有隐藏这段关系，与其说是婚外情或卢佩斯库的性格背景引发了丑闻，不如说是这段关系本身导致了丑闻。这场丑闻被卡罗尔早期的行为进一步加剧（在战争期间，他与伊奥阿娜·“齐齐”·兰布里诺订立了一个有条件的婚姻关系，尽管罗马尼亚宪法禁止王储与罗马尼亚公民结婚），以及卡罗尔与非常强大的布拉特亚努家族之间的敌对。正是布拉特亚努家族的支持者们首先对卢佩斯库发起了反犹太攻击。
1925年12月，卡罗尔作为罗马尼亚王室成员出席了亚历山大女王的葬礼，最终和卢佩斯库一同出现在米兰，几乎登上了每一份意大利报纸的头版。
由于王室与卢佩斯库的婚姻在宪法上是非法的，并且在社会上也备受质疑，卡罗尔放弃了他对罗马尼亚王位的继承权以及王室成员身份，改名为“卡罗尔·卡赖曼”。这一放弃在1926年1月4日得到了议会的批准，他四岁的儿子米哈伊一世（卡罗尔与海伦王后的儿子）成为了法定继承人；卡罗尔被禁止返回罗马尼亚。到1928年时，海伦王后（此时已为王母）与卡罗尔离婚。
卡罗尔的父亲，斐迪南一世于1927年去世；米哈伊继位，并由卡罗尔的弟弟尼古拉王子领导的摄政委员会接管。摄政委员会未能稳定政局，当时布拉特亚努家族的领导人，国家自由党首领扬·约内尔·布勒蒂亚努突然去世后，局势进一步恶化。他的弟弟们缺乏他的政治才干和领导力，导致他们对权力的掌控逐渐减弱。1928年底，自由党政府被由尤柳·马纽领导的联合政府取代，卡罗尔的回归似乎只是时间问题。通过各种中介的谈判，卡罗尔的支持者，包括尼古拉斯王子和一些军官，试图迫使政府加速他的回归。尽管没有书面证据，但很可能卡罗尔最终对马纽做出了两个承诺：一是加入摄政委员会，而不是宣称自己有王位继承权，二是放弃卢佩斯库。然而，他并没有打算遵守这两个承诺。
卡罗尔于1930年6月7日毫无阻碍地回到罗马尼亚，并立即发动了实质上是一次宪法政变。议会以压倒性多数宣布放弃的声明无效，并在6月8日迅速宣布他为国王。卢佩斯库何时被带回罗马尼亚尚不清楚；可能是在6月底，也可能是8月，但她肯定在10月时已经在布加勒斯特。从那时起，她在名义上是卡罗尔的妻子，也是他政治事业的伴侣。
在卡罗尔二世的统治下（1930-1940年），罗马尼亚的腐败和政治阴谋达到了前所未有的高度。卡罗尔和玛格达经历了经济危机、劳动骚乱、法西斯主义的崛起、暗杀未遂和军事政变，成为罗马尼亚政治中的主要操控者。卡罗尔无法贿赂的人，他将其迫退（如马纽），无法屈服于他意愿的人，他则毫不留情地打压（如扬·安东内斯库）；与此同时，这对夫妻也积累了可观的财富。
卢佩斯库有时被描述为“王座背后的权力”，特别是在极右势力的支持者中。毫无疑问，卢佩斯库在卡罗尔身上拥有相当大的影响力，但卡罗尔的行为完全符合他在遇到卢佩斯库之前的做法。此外，从他回国后的速度来看，在她仍在国外的情况下，他迅速挫败了任何反对他计划的力量，这充分展示了他的政治能力。他们的关系也许可以被看作一种合作伙伴关系，卢佩斯库是较为年轻的合伙人，但她非常有影响力。
卢佩斯库并未享有正式身份，直到1938年才开始随卡罗尔一起出席国家活动。然而，她在布加勒斯特市中心的阿列亚·弗尔帕切别墅接待了罗马尼亚上层社会的精英：政治家、工业家（如马克斯·奥斯尼赫特、尼古拉·马拉克萨）、媒体大亨（如潘菲尔·谢卡鲁）以及贵族（如马尔特·比贝斯科）。据传，某些时候，极端反犹的铁卫军领袖科尔科尔内留·泽莱亚·科德雷亚努可能曾在她家藏匿，躲避警方追捕。但这个传言从未得到证实；科德雷亚努是卡罗尔的对手，卢佩斯库庇护他是相当冒险的。1938年，卡罗尔策划了科德雷亚努的逮捕，并很快下令将其处决。
1938年，卡罗尔结束了议会制，自封为独裁者。但国际局势不受他的控制。到1940年夏天，法国沦陷，凡尔赛条约崩溃，罗马尼亚变得孤立，几乎被敌人包围。罗马尼亚在没有开枪的情况下，迅速不得不做出痛苦的领土让步：对苏联、匈牙利和保加利亚的领土让步。在这种情况下，任何政府的生存都变得困难；但既要应对这一灾难，又要面对希特勒的个人敌意，几乎是不可能的。
到9月初，卡罗尔已无路可走。他被迫于9月6日为儿子米哈伊退位；伊昂·安东内斯库将军在军队和大多数政治党派的支持下掌握了独裁权力。几天后，卡罗尔、玛格达、他们忠实的助手埃内斯特·乌尔达雷阿努以及他们能匆忙打包的所有行李，乘坐专列离开了罗马尼亚。他们穿越边界时遭到一阵枪击：科德雷亚努的铁卫军成员试图为他们的领袖复仇。

## 流亡时期
他们先后前往西班牙、葡萄牙，最终定居在墨西哥城。当罗马尼亚加入希特勒一方时，卡罗尔探讨了建立流亡政府的可能性，但他的提议遭到了英国和美国的拒绝。1944年，他联系了苏联，提出了类似的建议，但斯大林从未回应，且罗马尼亚的局势使得卡罗尔的提议变得无关紧要。
卢佩斯库不太适应墨西哥城的高海拔气候，因此他们在1944年搬到了巴西的里约热内卢。但她的健康状况并未改善；到1947年初，她被诊断为恶性贫血。经过22年的同居生活，卡罗尔与埃琳娜·卢佩斯库终于在巴西里约热内卢的一家酒店房间里结婚，婚期是1947年6月3日或7月5日；这是卡罗尔的第三次婚姻，也是埃琳娜的第二次婚姻。从此，她被称为罗马尼亚的埃琳娜公主。
卢佩斯库的健康有所改善，但他们被建议迁往气候更加温和的地方。卡罗尔和埃琳娜最终定居在葡萄牙里维埃拉的埃斯托里尔。1953年，卡罗尔因心脏病突发去世，突然离世。他的遗体安放在里斯本圣维森特修道院的王室墓庙内，棺材上覆盖着罗马尼亚的皇家旗帜。埃琳娜比他活了24年，最终她的棺材也被安放在卡罗尔的旁边。
2003年，应罗马尼亚政府的请求和资助，卡罗尔二世国王和罗马尼亚埃琳娜公主的遗体被带回了他们的故乡。他们被安葬在库尔泰亚主教座堂城外圣文生修道院的皇家墓地，这是罗马尼亚王室的传统埋葬地；但是，由于埃琳娜并非皇室血统，她被埋葬在修道院的普通墓地，而非王室教堂。

## 文献来源
- Cosma, Neagu. (1998) Culisele Palatului Regal. Ediție revăzută și adăugită. București: Editura Globus. ISBN 973-49-0099-4.
- Easterman, A.L. (1942) King Carol, Hitler, and Lupescu, London: Victor Gollancz Ltd., especially the chapter "Who is Magda Lupescu", p. 69–85.
- Fischer-Galați, Stephen Alexander. (1991) Twentieth Century Rumania. 2nd ed. New York: Columbia University Press. ISBN 0-231-07463-8
- Ionescu, Șerban N. (1994) Who Was Who in Twentieth-Century Romania East European Monographs, No. 395. Boulder, New York: East European Monographs. ISBN 0-88033-292-1.
- Livezeanu, Irina. (1995) Cultural Politics in Greater Romania: Regionalism, Nation Building, and Ethnic Struggle, 1918–1930. Ithaca: Cornell University Press. ISBN 0-8014-8688-2.
- Pakula, Hannah. (1984) The Last Romantic: A Biography of Queen Marie of Roumania. New York: Simon and Schuster. ISBN 0-671-46364-0.
- Paul, Prince of Hohenzollern-Roumania. (1988) King Carol II: A Life of My Grandfather. London: Methuen. ISBN 0-413-16570-1.
- Quinlan, Paul D. (1995) The Playboy King: Carol II of Romania, Contributions to the Study of World History, No. 52. Westport, Connecticut: Greenwood Press. ISBN 0-313-29519-0.
- St. John, Robert. (1957) Foreign Correspondent. 1st ed. Garden City, N.Y.: Doubleday.